# Miranda Lambert
Miranda Lambert, född 10 november 1983 i Longview, Texas i USA, är en amerikansk countrysångerska och låtskrivare. Hon är dotter till countrygitarristen Rick Lambert. Miranda Lambert var tidigare gift med countryartisten Blake Shelton.

## Diskografi
Album
- 2001 – Miranda Lambert
- 2005 – Kerosene
- 2007 – Crazy Ex-Girlfriend
- 2009 – Revolution
- 2011 – Four the Record

EP
- 2009 – Dead Flowers

Singlar
- 2004 – "Me and Charlie Talking"
- 2005 – "Bring Me Down"
- 2005 – "Kerosene"
- 2006 – "New Strings"
- 2006 – "Crazy Ex-Girlfriend"
- 2007 – "Famous in a Small Town"
- 2008 – "Gunpowder & Lead"
- 2008 – "More Like Her"
- 2009 – "Dead Flowers"
- 2009 – "White Liar"
- 2011 – "The House That Built Me"
- 2011 – "Only Prettier"
- 2011 – "Heart Like Mine"
- 2011 – "Baggage Claim"
- 2012 – "Over You"
- 2012 – "Fastest Girl in Town"
- 2013 – "Mama's Broken Heart"
- 2013 – "All Kinds of Kinds"